# Sporting Clube de Portugal 2006-2007
Questa voce raccoglie le informazioni riguardanti lo Sporting Clube de Portugal nelle competizioni ufficiali della stagione 2006-2007.

## Stagione
Nella stagione 2006-2007 lo Sporting concluse il campionato al secondo posto, alle spalle del Porto. In Taça de Portugal i Leões vinsero in finale contro i concittadini del Belenenses. In Europa il cammino della squadra di Lisbona si concluse ai gironi di Champions League.

## Rosa
| N. |                       | Ruolo | Calciatore       |
| -- | --------------------- | ----- | ---------------- |
| 1  | Portogallo (bandiera) | P     | Ricardo          |
| 4  | Brasile (bandiera)    | D     | Ânderson Polga   |
| 8  | Brasile (bandiera)    | D     | Ronny            |
| 9  | Brasile (bandiera)    | A     | Deivid           |
| 10 | Portogallo (bandiera) | C     | Carlos Martins   |
| 11 | Cile (bandiera)       | D     | Rodrigo Tello    |
| 12 | Portogallo (bandiera) | D     | Marco Caneira    |
| 13 | Portogallo (bandiera) | D     | Tonel            |
| 15 | Portogallo (bandiera) | D     | Miguel Garcia    |
| 16 | Portogallo (bandiera) | P     | Tiago Ferreira   |
| 17 | Camerun (bandiera)    | A     | Roudolphe Douala |
| 18 | Portogallo (bandiera) | C     | Nani             |
| 19 | Brasile (bandiera)    | A     | Alecsandro       |
| 20 | Portogallo (bandiera) | A     | Yannick Djaló    |

| N. |                       | Ruolo | Calciatore              |
| -- | --------------------- | ----- | ----------------------- |
| 21 | Svezia (bandiera)     | C     | Pontus Farnerud         |
| 22 | Portogallo (bandiera) | P     | Rui Patrício            |
| 24 | Portogallo (bandiera) | C     | Miguel Veloso           |
| 27 | Portogallo (bandiera) | C     | Custódio                |
| 28 | Portogallo (bandiera) | C     | João Moutinho           |
| 30 | Argentina (bandiera)  | C     | Leandro Romagnoli       |
| 31 | Brasile (bandiera)    | A     | Liédson                 |
| 34 | Portogallo (bandiera) | C     | João Alves              |
| 46 | Portogallo (bandiera) | D     | Daniel Carriço          |
| 47 | Portogallo (bandiera) | C     | Bruno Pereirinha        |
| 55 | Brasile (bandiera)    | C     | Yannick Pupo            |
| 76 | Paraguay (bandiera)   | C     | Carlos Humberto Paredes |
| 78 | Portogallo (bandiera) | D     | Abel Ferreira           |
| 80 | Uruguay (bandiera)    | A     | Carlos Bueno            |

## Risultati

### Taça de Portugal
| Arbitro: | Lucílio Baptista |

|           |           |                                      |
| Belić 76’ | Marcatori | 2’ J. Moutinho 9’ Farnerud 40’ Tello |

| Arbitro: | Nuno Almeida |

|                                 |           |           |
| R. Jorge 20’ (aut.) Liédson 29’ | Marcatori | 75’ Keita |

| Arbitro: | Paulo Paraty |

|  |           |                                                         |
|  | Marcatori | 1’, 39’ Liédson 12’ Custódio 28’, 84’ Bueno 76’ Yannick |

| Arbitro: | Manuel de Sousa |

|                 |           |            |
| Liédson 4’, 11’ | Marcatori | 90’ N'Doye |

| Arbitro: | Paulo Paraty |

|                    |           |            |
| J. Moutinho 6’, 8’ | Marcatori | 47’ Diarra |

| Arbitro: | Pedro Proença |

|  |           |             |
|  | Marcatori | 87’ Liédson |

### Champions League

#### Fase a gironi
| Arbitro: | Hamer |

|             |           |  |
| Caneira 64’ | Marcatori |  |

| Arbitro: | Hansson |

|               |           |          |
| Bojarincev 5’ | Marcatori | 59’ Nani |

| Arbitro: | Hauge |

|  |           |                    |
|  | Marcatori | 19’ Schweinsteiger |

| Monaco di Baviera 31 ottobre 2006, ore 20:45 Gruppo B – 4ª giornata | Bayern Monaco | 0 – 0 referto | Sporting Lisbona | Fußball Arena München (32 273 spett.)\| Arbitro: \| Busacca \| |
| Arbitro:                                                            | Busacca       |               |                  |                                                                |

| Arbitro: | De Bleeckere |

|            |           |  |
| Crespo 36’ | Marcatori |  |

| Arbitro: | Vollquartz |

|           |           |                                               |
| Bueno 31’ | Marcatori | 7’ Pavljučenko 16’ Kalynyčenko 89’ Bojarincev |

## Statistiche

### Statistiche di squadra
| Competizione     | Punti | Totale | Totale | Totale | Totale | Totale | Totale | DR  |
| Competizione     | Punti | G      | V      | N      | P      | Gf     | Gs     | DR  |
| ---------------- | ----- | ------ | ------ | ------ | ------ | ------ | ------ | --- |
| Primeira Liga    | 68    | 30     | 20     | 8      | 2      | 54     | 15     | +39 |
| Taça de Portugal | -     | 6      | 6      | 0      | 0      | 16     | 4      | +12 |
| Champions League | 5     | 6      | 1      | 2      | 3      | 3      | 6      | -3  |
| Totale           | 73    | 42     | 27     | 10     | 8      | 73     | 25     | +48 |